# Walk on Water (Ira-Losco-Lied)
Walk on Water ist ein Lied der maltesischen Sängerin Ira Losco. Sie hat mit diesem Lied Malta beim Eurovision Song Contest 2016 repräsentiert.

## Hintergrund und Veröffentlichung

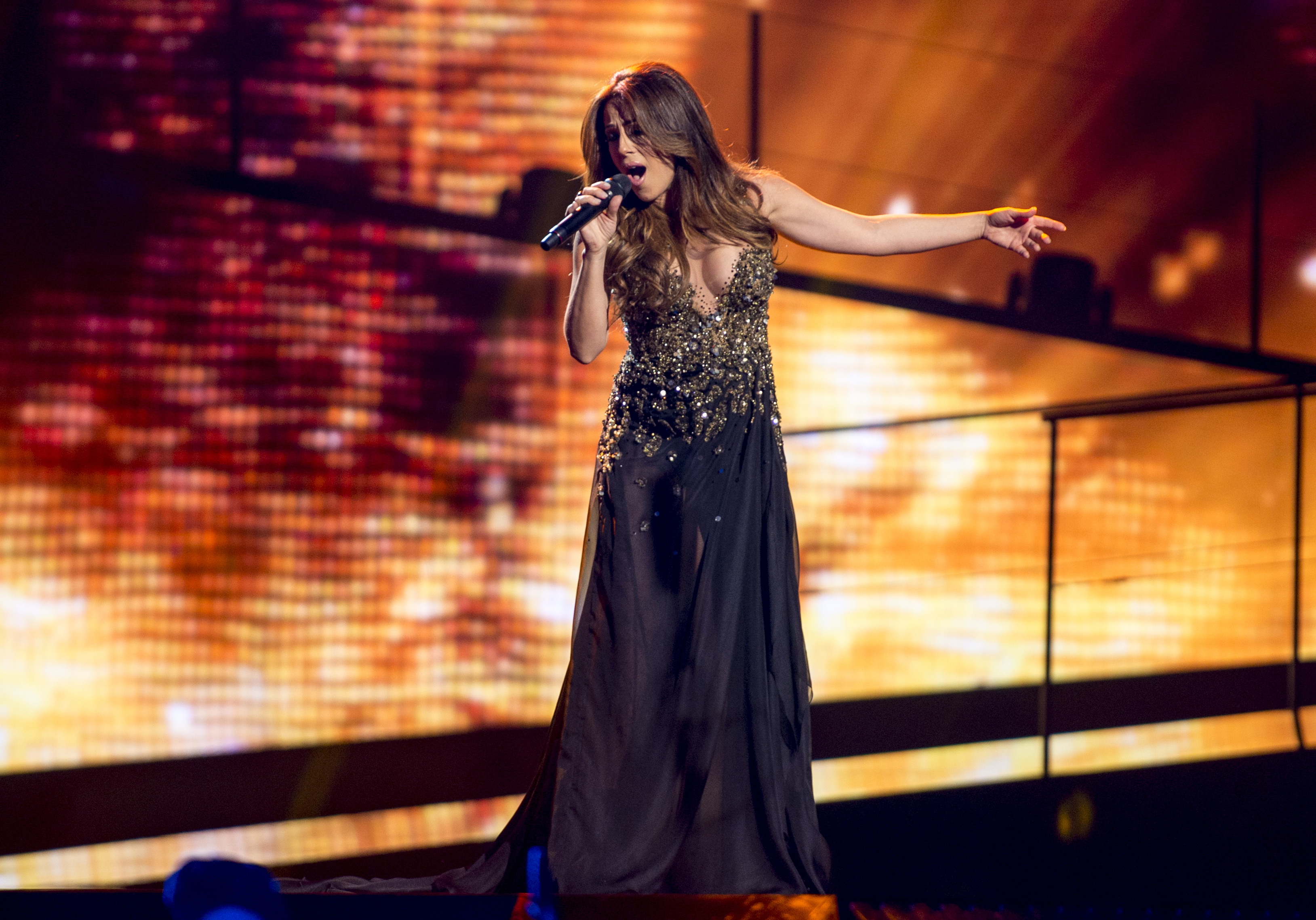
Ira Losco singt „Walk on Water“ beim ESC 2016

Walk on Water von Ira Losco wurde als der maltesische Beitrag für den Eurovision Song Contest 2016 am 14. März 2016 bekannt. Vorher gewann Ira Losco den maltesischen Vorentscheid Malta Eurovision 2016 mit dem Song Chameleon (Invincible) am 23. Januar 2016. Die Regeln des maltesischen Senders PBS erlauben, den Gewinner den Gewinnersong mit Zustimmung der Komponisten ganz oder teilweise zu ändern.
Eine Jury wählte Walk on Water als maltesischen Eintrag. Das Lied wurde am 17. März 2016 zusammen mit dem offiziellen Musikvideo veröffentlicht. Das Lied wurde am 8. April 2016 auf Musikplattformen wie iTunes, Spotify, Amazon etc. veröffentlicht und dort als Download bzw. Kauf zur Verfügung stehen. Mit einem dritten Platz im Halbfinale konnte sie sich beim Eurovision Song Contest 2016 mit dem Lied für das Finale qualifizieren und erreichte einen 12. Platz im Finale.

## Musikvideo
Das Musikvideo zum Song wurde Anfang März 2016 in Gozo und am St. Paul’s Bay Malta gedreht. Das Musikvideo wurde am 17. März auf der offiziellen Homepage der Eurovision zur Verfügung gestellt.

## Sonstiges
- Ira Losco vertrat ihr Land Malta schon beim Eurovision Song Contest 2002 in Tallinn und landete auf Platz 2 mit „7th Wonder“.
- Die schwedische Sängerin Molly Petterson Hammar, die 2015 und 2016 am Melodifestivalen teilnahm, ist eine der Autorinnen des Beitrages.
- Ira Losco erhielt im ersten Halbfinale die meisten Punkte der nationalen Jurys und war somit Platz 1 bei der Jury-Wertung. Im Finale wurde sie in der Jury-Wertung Vierte, während sie beim Televoting nur 21. wurde.